# Camponotus banghaasi
Camponotus banghaasi é uma espécie de inseto do gênero Camponotus, pertencente à família Formicidae.